# Alena Figerova
Alena Figerova Hunka  Ferreira  (Vitória, 7 de junho de 1950) é uma ex-voleibolista indoor brasileira que  pela Seleção Brasileira conquistou a medalha de ouro na Venezuela quando disputou o Campeonato Sul-Americano de 1969 último título antes da hegemonia peruana, também foi vice-campeã do Campeonato Sul-Americano de 1973 na Colômbia e em duas dos Jogos Pan-Americanos, alcançou a quarta posição,  sendo a  primeira no Pan de Winnipeg de 1967 e a outra vez ocorreu no Pan de Cali de 1971.

## Carreira
Alena esteve presente na Seleção Brasileira em 1967, cuja convocação deu-se por parte do técnico Geraldo Faggiano para disputar os Jogos Pan-Americanos de 1967 realizado em Winnipeg, na oportunidade o selecionado brasileiro avançou e tinha chances de medalha, mas o sonho de chegar entre os medalhistas não se realizou, pois, a competição era de pontos corridos e após derrotas para Seleção Peruana por 3x2, em seguida para Seleção Cubana por 3x1 e nova derrota desta vez para o selecionado norte-americano por 3x0, o Brasil encerrou na honrosa quarta posição, somente perdendo para as seleções medalhistas desta edição.
Ainda em 1969 é convocada para Seleção Brasileira para disputar o Sul-Americano de Caracas conquistando a medalha de ouro.
Foi convocada novamente para disputar mais uma edição dos Jogos Pan-Americanos de forma consecutiva, desta vez pelo novo técnico Celso Bandeira e a competição realizou-se em Cali no ano de 1971, e ela com a equipe brasileira conseguem chegar mais uma vez como favoritas a uma medalha, mas a história da edição anterior se repetiu, a seleção perdeu para o selecionado cubano e para o peruano, empatando em número de vitórias e derrotas com as representações peruana e mexicana, sendo declarada quarta colocada perdendo saldo de sets vencidos que foi no confronto direto entre estas seleções.
No ano de 1973 recebeu convocação para representar o Brasil no Campeonato Sul-Americano em Bucaramanga, Colômbia e conquista o vice-campeonato dessa edição, época na qual a equipe peruana estabelecia supremacia continental.
Alena é irmã da também ex-voleibolista Irena Figerova, juntas também representaram a Seleção Brasileira. Casou-se com Marco Ferreira com quem teve os filhos: Patrick e Mariana. Atualmente reside em Vitória (Espírito Santo) e trabalha com buffet de doces para festas e eventos, com requinte e sofisticação reconhecidos.

## Títulos e resultados
- Jogos Pan-Americanos:1967[1] e 1971[1]